# Truus Baumeister
Geertruida Christina Baumeister, soprannominata Truus (Rotterdam, 21 ottobre 1907 – Brooklyn, 25 dicembre 2000) è stata una nuotatrice olandese.

## Carriera
Vinse la medaglia d'oro nella staffetta 4x100m stile libero agli europei del 1931.

## Palmarès
- Europei

Parigi 1931: oro nella 4x100m stile libero.